# Knowsley
Knowsley è una parrocchia civile di circa 11.000 abitanti dell'Inghilterra nord-occidentale, facente parte della contea del Merseyside (contea tradizionale: Lancashire) e del Metropolitan Borough of Knowsley.

## Geografia fisica
Knowsley si trova nella parte nord-occidentale del Metropolitan Borough of Knowsley, tra le località di Kirkby e Prescot (rispettivamente a sud della prima e a nord-ovest della seconda). Da Liverpool dista circa 9 miglia.

## Storia
Il villaggio è menzionato come Chenulvesley nel Domesday Book (1086).
Il villaggio si sviluppò grazie alla famiglia Lathom, signori di Derby e proprietari da prima del 1200 delle tenute di Knowsley, Roby, Huyton e Tarbock e poi della residenza di Knowsley Hall.

## Monumenti e luoghi d'interesse

### Architetture religiose

#### Chiesa di Santa Maria
Principale edificio religioso di Knowsley è la chiesa di Santa Maria, costruita nel 1844 su progetto dell'architetto E. Sharpe ed ampliata tra il 1860 e il 1871 su progetto degli architetti Paley e Austin.

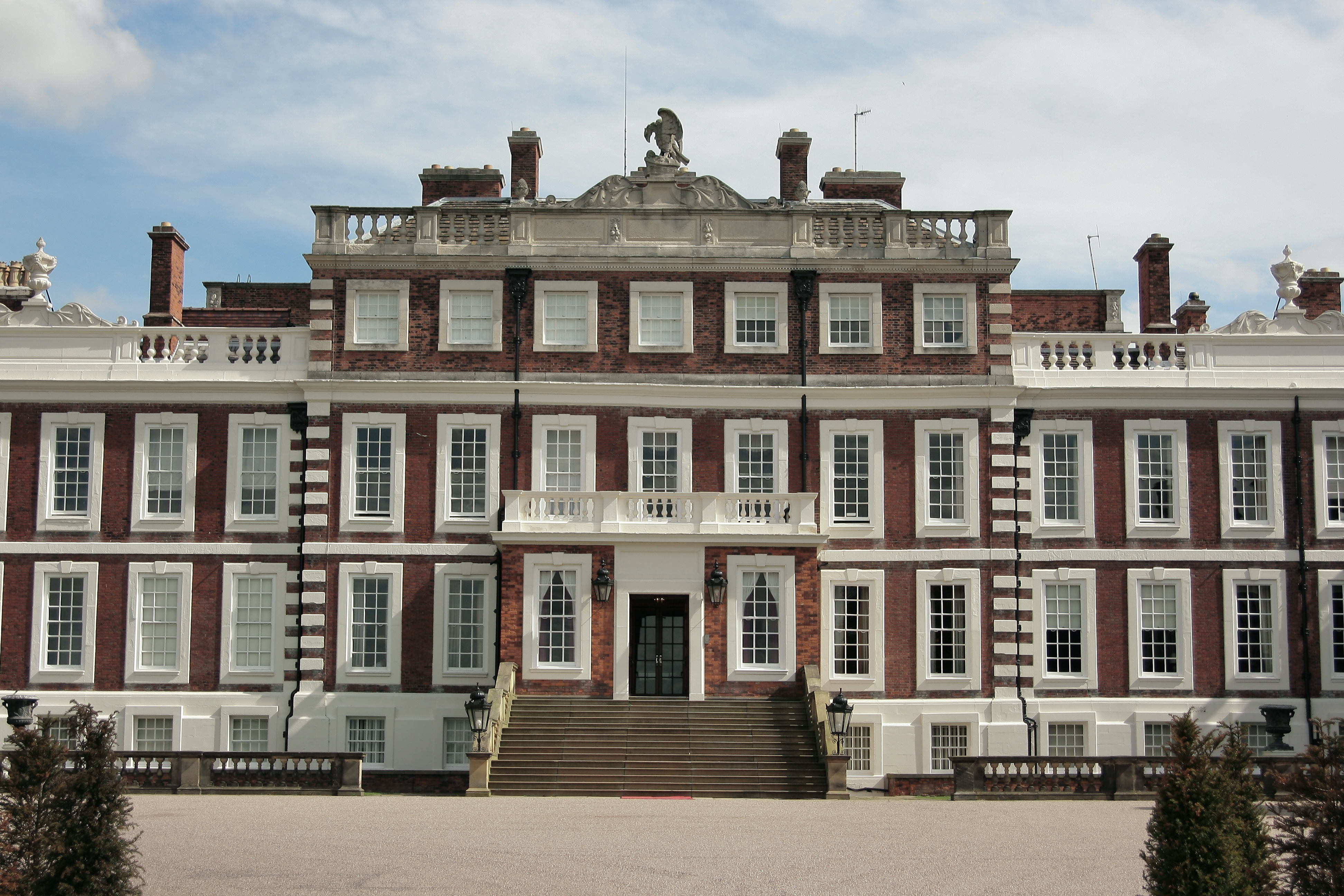
Knowsley Hall, nei dintorni di Knowsley

### Architetture civili

#### Knowsley Hall
Nei dintorni del villaggio si trova poi Knowsley Hall, che fu residenza dei signori di Derby: risalente al XV secolo, è circondata da giardini progettati da Capability Brown tra il 1775 e il 1776.

## Società

### Evoluzione demografica
Nel 2018, la popolazione stimata della parrocchia civile di Knowsley era pari a 11.457 abitanti, di cui 5.949 erano donne e 5.508 erano uomini.
La popolazione al di sotto dei 20 anni era pari a 2.785 unità (di cui 1.595 erano i bambini al di sotto dei 10 anni), mentre la popolazione dai 70 anni in su era pari a 1.315 unità (di cui 453 erano le persone di età pari o superiore agli 80 anni).
La parrocchia civile ha conosciuto un incremento demografico rispetto al 2011, quando la popolazione censita era pari a 10.911 unità. Il dato era però in calo rispetto al precedente censimento del 2001, quando Knowsley contava 11.344 abitanti.